# Gerd Westdickenberg
Gerhard Friedrich Karl Westdickenberg (* 29. Dezember 1944) ist ein ehemaliger deutscher Diplomat.

## Leben
Gerd Westdickenberg studierte Rechtswissenschaften an den Universitäten Freiburg, Genf und Münster. 1974 wurde er in Münster zum Dr. iur. promoviert. Nach dem Eintritt in den Auswärtigen Dienst 1975 folgten Verwendungen an den deutschen Botschaften in Bulgarien, Ghana und in den USA, im Auswärtigen Amt in Bonn (Politische Abteilung und Wirtschaftsabteilung) sowie im Bundeskanzleramt in Bonn (in der Abteilung für Außenpolitik). Von 1991 bis 1993 war er Pressesprecher der NATO in Brüssel. 1993 wurde Westdickenberg Mitarbeiter des Ministerbüros im Auswärtigen Amt und war von 1994 bis 1998 Leiter des Ministerbüros des Bundesaußenministers Klaus Kinkel. Von 1998 bis 2002 war er Leiter der Rechtsabteilung des Auswärtigen Amtes. Er war Völkerrechtsberater der Bundesregierung, Leiter der deutschen Delegation zur VN-Konferenz über den Internationalen Strafgerichtshof und war deutscher Prozessbevollmächtigter bei Verfahren vor dem Internationalen Gerichtshof in Den Haag (u. a. La Grand, Liechtenstein).
Von 2002 bis 2006 war er Botschafter beim Heiligen Stuhl mit Sitz in Rom, von September 2006 bis 2009 Botschafter der Bundesrepublik Deutschland in der Republik Österreich.
Er ist Mitglied der katholischen Studentenverbindung KStV Germania-Hohentwiel Freiburg.

## In den Medien
Einer Fernsehöffentlickeit wurde Botschafter Westdickenberg bekannt durch seine Vernehmung vor dem Visa-Untersuchungsausschuss, die ihm den Spott der Presse einbrachte. Der Journalist Hans Leyendecker schrieb über Westdickenberg, der wegen Erinnerungslücken zur Sache nicht aussagen wollte: „Wer konnte diese ganzen blassen Darsteller – meist Diplomaten des gehobenen und höheren Dienstes, die aussahen wie frustrierte Ehebrecher aus einer Chabrol-Komödie – auseinanderhalten? Selbst Experten drohten angesichts der vielen Akteure den Überblick zu verlieren. Wer war bei der entscheidenden Sitzung dabei? Herr von Kummer, Herr Grabherr oder Herr Manig? Oder doch der Abteilungsleiter, der mit der neumodischen Frisur, wie hieß der noch gleich?“

## Auszeichnungen
- 2009: Großes Silbernes Ehrenzeichen am Bande für Verdienste um die Republik Österreich[2]